# El Naranjito (Guerrero)
El Naranjito es una localidad del estado mexicano de Guerrero. Es parte del municipio de La Unión de Isidoro Montes de Oca.

## Demografía
| Gráfica de evolución demográfica |
|                                  |

| Censo | Población |
| ----- | --------- |
| 1900  | 73        |
| 1910  | 125       |
| 1921  | 417       |
| 1930  | 323       |
| 1940  | 413       |
| 1950  | 586       |
| 1960  | 188       |
| 1970  | 641       |
| 1980  | 953       |
| 1990  | 1 273     |
| 2000  | 1 231     |
| 2010  | 1 197     |
| 2020  | 1 232     |